# Juan de Oviedo
Juan de Oviedo y de la Bandera (Sevilha, 21 de maio de 1565 — Salvador, 25 de março de 1625) foi um arquiteto, escultor e engenheiro militar espanhol. Foi também conhecido como O Jovem ou O Moço.
Sua obra mais emblemática é a igreja e convento de Nossa Senhora das Mercês, atual Museu de Belas Artes de Sevilha, iniciada em 1606 e concluída, em sua parte mais importante, em 1612. A ele também é atribuído o projeto do túmulo erigido a Filipe II em 1598, na Catedral de Sevilha.
Em 1625, foi nomeado engenheiro militar da armada comandada por Fadrique de Toledo Osório, enviada para reconquistar Salvador da ocupação pelos holandeses. Sua missão era a de reconstruir e incrementar as fortificações da cidade assim que fosse recuperada, mas morreu antes de concretizá-la.